# ألكسندر بونوماريوف
ألكسندر بونوماريوف (بالروسية: Пономарёв, Александр Владимирович)‏ هو لاعب كرة قدم روسي في مركز الدفاع، ولد في 25 يناير 1986 في Nekhayevsky District ‏ في روسيا. لعب مع إف سي موسكو وتشورنومورتس أوديسا وتوربيدو موسكو ودينامو موسكو وسبارتاك موسكو ونادي روستوف.

## وصلات خارجية
- ألكسندر بونوماريوف على موقع اتحاد أوكرانيا (الإنجليزية)
- ألكسندر بونوماريوف على موقع قاعدة بيانات كرة القدم.إي يو (الإنجليزية)
- ألكسندر بونوماريوف على موقع Soccerway.com (الإنجليزية)